# Robert Marteau (Zauberkünstler)
Robert Marteau (* 9. März 1962 in Elspe, Deutschland) ist ein deutscher Zauberkünstler und Mentalist.

## Leben
Von 1969 bis 1980 stand Robert Marteau von Kindesbeinen an auf der Bühne als Akteur bei den Karl-May-Festspielen in Elspe.
Marteau ist Mitglied des Magischen Zirkels von Deutschland und dort dreifacher Preisträger in den Jahren 1997, 2001 und 2013 in der Sparte Mentalmagie. Er ist Gründer der Gemeinschaft Europäischer Mentalisten und Mitglied der British Society of Mystery Entertainers.
Ende der 1990er Jahre war er als Experte für die Zauberkunst im WDR für die Sendung "Blauer Montag"; im Jahre 2006 wurde er als Berater und Darsteller bzgl. Gedankenlesen / Hellsehen für die Sendung "Welt der Wunder" auf Pro 7 engagiert. 2010 wurde er Champion in einem Quiz der ARD und zeigte dort Close-up Zauberkunst.
Als Fachautor schreibt er für die Magie, das Fachorgan des Magischen Zirkels von Deutschland, Artikel. Für die Magische Welt schrieb er in den 1980er Jahren. Ebenso schrieb er für das periodisch erschienene Werk Der Nachtkauz, eine Bücherreihe für die Mentalmagie, erschienen im Atriocverlag sowie in dem von Christoph Borer über das Zauberkabinett Alexander Römer herausgegebenen Fachmagazin Scriptum (2/2009).Darüber hinaus kreierte Robert Marteau eigene Routinen und Hilfsmittel für die Zauberszene. Dazu zählt z. B. die Routine "Hand über der Kerze". Robert Marteau arbeitet als Coach für Zauberkünstler im Bereich Regie, Dramaturgie und Aufbau von Zauberdarbietungen. Im November 2013 übertrug ihm der Regisseur und Autor der Karl-May-Spiele Elspe, Jochen Bludau, die Rolle des Juggle Fred im Karl-May-Stück "Unter Geiern, im Llano Estacado", mit der er in der Sommersaison 2014 auf der Bühne stand.
Seit Mai 2015 hat er als Franchisenehmer das Stück "Tommy mit der Zauberkiste", mit dem er als einer von augenblicklich 5 Lizenznehmern als Kinderzauberer in Grundschulen unterwegs ist, in seinem Programm.

## Auszeichnungen
- 1995: 2. Platz Westdeutsche Meisterschaften der Zauberkunst[11]
- 2001: 3. Platz Westdeutsche Meisterschaften der Zauberkunst[12]
- 2013: 3. Platz in der Sparte Mentalmagie Qualifikation Deutsche Meisterschaften des MZvD[13]

## Theaterarbeit
- Schauplatz Siegen (Varieté Sterne des Südens)[14]
- Lyztheater Siegen (Solo Das Mentale Experiment) 2007
- Lyztheater Siegen (Lyz Mix Varieté) 1992–1994 sowie 2013
- Elspe Festival (Showact "Streetparty") 1993–1996
- Parktheater Iserlohn (Solo Das Mentale Experiment) 2008, 2009
- Alte Schmiede Arnsberg (Solo "Totgelacht") 2008
- Altes Kino Brilon (Solo Das Mentale Experiment) 2010
- Galieleo-Park (Solo Mythen und Legenden) 2011, 2012
- Stadthalle Attendorn (Varieté) 2007
- Tournee durch die Theater NRWs (Varieté Sterne des Südens) 1999
- Traumtheater Backnang (Varieté, Internationaler Showpreis 2006)
- PZ Meggen (Solo Das Mentale Experiment) 2009
- Theas Theater Bergisch Gladbach (Solo Das Mentale Experiment, Mythen und Legenden) 2013
- Elspe Festival "Unter Geiern" in der Rolle des zaubernden Scouts "Juggle Fred" 2014
- Kinderverkehrsbühne Rheinland-Pfalz 2015 und 2016 im Stück "Tommy und die Zauberkiste"
- Ab 2016 auch Kinderverkehrsbühne NRW (offizielle Lizenz der Kinderverkehrsbühne Rheinland-Pfalz)

## Festivals
- Gauklerfest Attendorn, Solo "Magic at its best"
- Manderscheider Kulturtage, Solo "Das Mentale Experiment"
- Simsalabonn, Solo "Das Mentale Experiment"

## Fernsehen
- Radio Bremen 1986 "Upn Swutsch"
- ZDF 1986 "Fernsehgarten"
- WDR 1999 "Blauer Montag"
- WDR 2003 Kurzreportage
- RTL2 2006 "Welt der Wunder"
- WDR 2008 "Varietekünstler"
- ARD 2010 "Das Duell im Ersten"
- WDR 2011 "Homestory"